# Aulus Aterni
Aulus Aterni o Ateri (en llatí Aulus Aternius o Aterius) va ser un magistrat romà que va viure al segle v aC.
Va ser elegit cònsol de Roma l'any 454 aC junt amb Espuri Tarpeu Montà Capitolí. En aquest consolat es va aprovar la Lex Aternia Tarpeia. Posteriorment, l'any 448 aC va ser elegit tribú de la plebs, i va ser l'única vegada que un patrici va exercir aquest càrrec. Era conegut amb el renom de Fontinalis.